# النصر للبترول
النصر للبترول أو (بالإنجليزية: NPC - Nasr Petroleum Co)‏ هي إحدى شركات قطاع البترول المصري.

## تاريخ الشركة
- أنشئت الشركة عام 1911 تحت اسم شركة آبار الزيوت الإنجليزية المصرية
- في عام 1913 بدأ الإنتاج بطاقة 100 ألف طن سنوياً. وكانت أول شركة تعمل في مجال التكرير في مصر
- تم تأميم الشركة عام 1964 وأصبح أسم الشركة " شركة النصر للبترول "، ووصلت طاقتها إلي 4.7 مليون طن سنويا وبدأ التفكير في إقامة مشروعات جديدة بالشركة
- تتضمن الشركة على مجمع زيوت التزييت ووحدة تقطير جوى واسترجاع الغازات، وقد تم شراء المعدات، وبدأ العمل ولكنه توقف بسبب عدوان 1967
- تقرر نقل أجهزة الشركة بالكامل إلى منطقة الإسكندرية حتى عام 1969، وبالرغم من ظروف الحرب وتعرض الشركة للعدوان والحرائق الكبرى، فقد استمر تشغيل وإنتاج المنتجات البترولية التي تحتاجها البلاد سواء لأغراض مدنية أو عسكرية
- بعد العودة إلى السويس في عام 1974، بدء في إعادة التعمير لمعمل السويس قدر ما سمحت به الظروف. ومع بداية الخطة الخمسية الأولى عام 1987 والخطط الخمسية التالية تم البدء في تنفيذ خطة تطوير معمل التكرير بالسويس والتي تم الانتهاء منها عام 1999 حيث أصبحت طاقة الشركة بالسويس 7 مليون طن سنويا وإنتاج الإسفلت 300.000 طن سنويا

## إنتاج الشركة
المنتجات
- أسفلت
- البوتاجاز: للإستخـدامات المنزليـة
- كيروسين: للإستخدامات المنزلية
- السـولار: وقود لمحطات الكهرباء ووسائل النقل
- المازوت: وقـود بحري
- نافتا
- غازات حريق
- زيت فرافرة

## رؤساء الشركة
- نبيل فهمي.[1]
- محمد عليوة.[2]
- محمد عرابي.[3]
- رضا عبد الصمد.[4]
- كامل سعفان.[4]

## وصلات خارجية
- موقع وزارة البترول والثروة المعدنية
- موقع الهيئة المصرية العامة للبترول
- موقع شركة النصر للبترول